# Silas Marner (film 1913)
Silas Marner è un cortometraggio muto del 1913 diretto da Charles Brabin. Basato sul romanzo di George Eliot, venne sceneggiato dallo stesso regista.

## Produzione
Il film fu prodotto dalla Edison Company.

## Distribuzione
Distribuito dalla General Film Company, il film - un cortometraggio in due bobine - uscì nelle sale cinematografiche statunitensi il 24 ottobre 1913.